# Stiria
Stiria là một chi bướm đêm thuộc họ Noctuidae.

## Loài
- Stiria blanchardi (Hogue, 1966)
- Stiria consuela Strecker, 1900
- Stiria dyari Hill, 1924
- Stiria intermixta Dyar, 1918
- Stiria rugifrons Grote, 1874
- Stiria satana Poole, 1995
- Stiria sulphurea Neumoegen, 1882